# Elecciones parlamentarias de Ayaria de 2016
Las elecciones parlamentarias de la República Autónoma de Ayaria de Georgia de 2016 se realizaron el 8 de octubre para elegir a los 21 miembros del Parlamento.

## Sistema electoral
Las elecciones se celebraron simultáneamente con las elecciones parlamentarias nacionales. El Consejo Supremo de Ayaria, compuesto por 21 miembros, es elegido por un período de cuatro años. Tres de sus miembros son elegidos en distritos uninominales y los 18 escaños restantes se cubren mediante representación proporcional entre los partidos que superan el umbral del 5%.

## Resultados
Las elecciones se celebraron simultáneamente con las elecciones parlamentarias nacionales el 8 de octubre de 2016. El gobernante Sueño Georgiano recibió el 45,13% de los votos en la contienda proporcional por listas de partidos, seguido por el Movimiento Nacional Unido con el 29,62%, el Movimiento Democrático de Nino Buryanadze con el 5,89% y la Alianza de Patriotas de Georgia con el 5,7%, ganando respectivamente ocho, cinco, uno y un escaño cada uno. El 30 de octubre de 2016 se celebraron elecciones mayoritarias en los seis distritos electorales de mandato único de Ayaria,[1] que ganaron los candidatos de Sueño Georgiano, asegurando una mayoría de 14 escaños en el Consejo Supremo de Ayaria.
| Partido                             | Partido                             | Proporcional | Proporcional | Proporcional | Circunscripción (1ª ronda) | Circunscripción (1ª ronda) | Circunscripción (1ª ronda) | Circunscripción (2ª ronda) | Circunscripción (2ª ronda) | Circunscripción (2ª ronda) | Total |
| Partido                             | Partido                             | Votos        | %            | Escaños      | Votos                      | %                          | Escaños                    | Votos                      | %                          | Escaños                    | Total |
| ----------------------------------- | ----------------------------------- | ------------ | ------------ | ------------ | -------------------------- | -------------------------- | -------------------------- | -------------------------- | -------------------------- | -------------------------- | ----- |
|                                     | Sueño Georgiano                     | 71.039       | 45,13        | 8            | 67.037                     | 43,23                      | 0                          | 78.848                     | 70,56                      | 6                          | 14    |
|                                     | Movimiento Nacional Unido           | 46.628       | 29,62        | 5            | 43.995                     | 28,37                      | 0                          | 32.904                     | 29,44                      | 0                          | 5     |
|                                     | Movimiento Democrático              | 9.268        | 5,89         | 1            | 9.058                      | 5,84                       | 0                          |                            |                            |                            | 1     |
|                                     | Alianza de los Patriotas de Georgia | 8.980        | 5,70         | 1            | 10.724                     | 6,92                       | 0                          |                            |                            |                            | 1     |
|                                     | Demócratas Libres                   | 4.952        | 3,15         | 0            | 6.078                      | 3,92                       | 0                          |                            |                            |                            | 0     |
|                                     | Estado para la Gente                | 4.616        | 2,93         | 0            | 5.024                      | 3,24                       | 0                          |                            |                            |                            | 0     |
|                                     | Partido Laborista Georgiano         | 3.834        | 2,44         | 0            | 2.726                      | 1,76                       | 0                          |                            |                            |                            | 0     |
|                                     | Republicanos                        | 2.363        | 1,50         | 0            | 3.517                      | 2,27                       | 0                          |                            |                            |                            | 0     |
|                                     | Industrialistas-Nuestra Patria      | 1.714        | 1,09         | 0            | 1.328                      | 0,86                       | 0                          |                            |                            |                            | 0     |
|                                     | Foro Nacional                       | 1.624        | 1,03         | 0            | 2.339                      | 1,51                       | 0                          |                            |                            |                            | 0     |
|                                     | Servir a Georgia                    | 1.133        | 0,72         | 0            | 1.854                      | 1,20                       | 0                          |                            |                            |                            | 0     |
|                                     | Nuestra Gente, Partido Popular      | 354          | 0,22         | 0            | 505                        | 0,33                       | 0                          |                            |                            |                            | 0     |
|                                     | Georgia Unida                       | 348          | 0,22         | 0            | 678                        | 0,44                       | 0                          |                            |                            |                            | 0     |
|                                     | Por la Paz de Georgia               | 293          | 0,19         | 0            | 194                        | 0,13                       | 0                          |                            |                            |                            | 0     |
|                                     | Partido Comunista Unificado         | 272          | 0,17         | 0            |                            |                            |                            |                            |                            |                            | 0     |
| Total                               | Total                               | 157.418      | 100,00       | 15           | 155.057                    | 100,00                     | 0                          | 111.752                    | 100,00                     | 6                          | 21    |
|                                     |                                     |              |              |              |                            |                            |                            |                            |                            |                            |       |
| Votos válidos                       | Votos válidos                       | 157.418      | 96,33        |              | 155.057                    | 94,88                      |                            |                            |                            |                            |       |
| Votos inválidos/ en blanco          | Votos inválidos/ en blanco          | 6.001        | 3,67         |              | 8.362                      | 5,12                       |                            |                            |                            |                            |       |
| Votos totales                       | Votos totales                       | 163.419      | 100,00       |              | 163.419                    | 100,00                     |                            |                            |                            |                            |       |
| Votantes registrados/ participación | Votantes registrados/ participación | 308.506      | 52,97        |              | 308,506                    | 52,97                      |                            |                            |                            |                            |       |
| Fuente: SEC, SEC                    |                                     |              |              |              |                            |                            |                            |                            |                            |                            |       |